# 边巴扎西 (1964年)
边巴扎西（藏語：དཔལ་འབར་བཀྲ་ཤིས，威利转写：dpal 'bar bkra shis，1964年10月—），藏族，西藏洛扎人，中华人民共和国政治人物。

## 生平
1985年4月加入中国共产党。1984年9月，进入中国人民大学法律系法学专业学习。毕业后供职于监察部第六监察司干部、科员、副主任，后改任中央纪委执法监察室副主任科员、主任科员。2006年6月，担任中央统战部七局副局长。2007年11月，任中央统战部七局局长。12月，任西藏自治区那曲地委副书记。2008年1月，任西藏自治区那曲地委书记、地区人大工委主任，那曲军分区党委第一书记。2013年1月，任西藏自治区人民政府副主席，自治区旅游发展委员会主任。12月，兼任武警西藏自治区森林总队第一政委。2016年11月，任中共西藏自治区党委常委、宣传部部长，兼任互联网党工委副书记。2017年5月，兼任互联网党工委书记。2020年7月，改任国家民族事务委员会副主任。